# Abe Masahiro
Abe Masahiro (阿部 正弘, 3 de dezembro de 1819, Edo (agora Tóquio) — 6 de agosto de 1857, Edo) foi um político, estadista japonês e chefe supremo do conselho (rōjū) no shogunato Tokugawa no momento da chegada do comodoro Matthew Perry. Contra a vontade do shogun e de muitos outros oficiais do governo, ele forçou-se para abrir o Japão ao Ocidente, assinando o Tratado de Kanagawa em 1854 e outros tratados desiguais pouco tempo depois. Organizou as reformas Ansei, contribuiu para a formação de um exército moderno e defendeu o estudo das ciências ocidentais.